# Glenhaven (New South Wales)
Glenhaven ist ein ländlicher Vorort Sydneys im Bundesstaat New South Wales, Australien. Glenhaven liegt 32 Kilometer nordnordwestlich des Stadtzentrums im Verwaltungsgebiet (LGA) The Hills Shire, Teil des Hills District. Er liegt in und an einem Tal an der Great North Road, die Parramatta City mit dem Hunter Valley verbindet. In höheren Lagen des Ortes kann man die Ausläufer der Blue Mountains im Westen sehen.
Die Fläche von 7,214 km² umfasst sowohl Wohngebiete als auch Grünflächen und Infrastruktur innerhalb des Vororts. Benachbarte Vororte sind Castle Hill, Dural, Kellyville, Kenthurst und North Kellyville.

## Geschichte

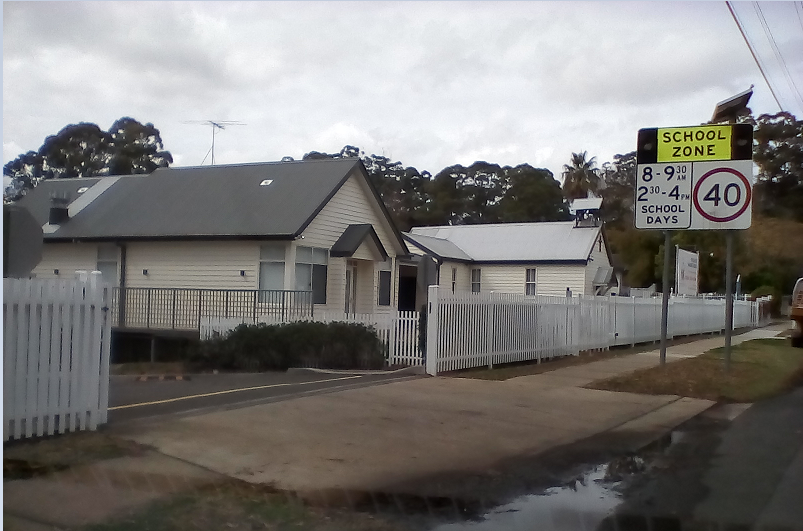
Emmanuel Anglican Church, Glenhaven

Das Gebiet hieß ursprünglich Sandhurst; den Namen trägt noch heute die bekannteste Straße von Glenhaven; von ihr zweigt die höher gelegene Crego Road ab.
Aufgrund eines gleichnamigen Vororts in Melbourne, der ebenfalls Sandhurst heißt, gab es Verwechslungen bei der Postzustellung. In einer öffentlichen Versammlung wurde die Umbenennung von Sandhurst in Glenhaven beschlossen. Der neue Name spiegelt die Tallage wider: Der obere Teil des Tals war als „The Glen“ und der untere Teil als „The Haven“ bekannt.
John Evans, einer der ersten Siedler in dieser Gegend, benutzte ein Ochsengespann, um Holz zu transportieren, und die von ihm benutzte Strecke wurde als Evans Road bekannt. In der Gegend gab es viele Wildblumen, darunter Waratahs, Christmas Bush, Korallenrauten, einheimische Rosen und eine Vielzahl von Orchideen, die dort gediehen.
Das Postamt, Sandhurst Post Office, wurde am 11. Juli 1892 eröffnet und am 1. Januar 1893 in Glenhaven Post Office umbenannt. Es wurde 1972 geschlossen.

## Öffentliche Einrichtungen
In Glenhaven befindet sich die Glenhaven Public School, eine anglikanische Kirche sowie die freiwillige Feuerwehr von Glenhaven, die Glenhaven Rural Fire Brigade.

## Söhne und Töchter der Stadt
- Dieter Brummer  (1976–2021), Schauspieler und Unternehmer